# Echos
Echos (с нем. — «эхо, отголосок») — восьмой альбом швейцарской готик-метал-группы Lacrimosa. Релиз состоялся 27 января 2003 года на собственном лейбле Тило Вольффа Hall of Sermon и на крупном немецком лейбле Nuclear Blast.
Все композиции Echos написаны Тило Вольффом, за исключением «Apart», авторство которой принадлежит Анне Нурми. С альбома был выпущен один сингл — «Durch Nacht und Flut».
В альбоме продолжились традиции группы по совмещению оркестровой музыки с более традиционными темами готик-метала. Также Echos — первый альбом группы, в котором есть композиция лишь с оркестровым и хоровым звучанием — увертюра «Kyrie».
В России альбом выпущен в двух вариантах: обычном и в двойном диджипаке с синглом «Durch Nacht und Flut».

## Список композиций
| № | Оригинальное название                                            | Перевод                                       | Музыка/слова | Время |
| 1 | «Kyrie» Overture                                                 | Господи Увертюра                              | Тило Вольфф  | 12:42 |
| 2 | «Durch Nacht und Flut» Suche — Part 1                            | Сквозь ночь и волны Поиск — Часть 1           | Тило Вольфф  | 6:03  |
| 3 | «Sacrifice» Hingabe — Part 1                                     | Жертва Преданность — Часть 1                  | Тило Вольфф  | 9:28  |
| 4 | «Apart» Bittruf — Part 1                                         | Врозь Прошение — Часть 1                      | Анне Нурми   | 4:16  |
| 5 | «Ein Hauch von Menschlichkeit» Suche — Part 2                    | Дуновение человечности Поиск — Часть 2        | Тило Вольфф  | 5:05  |
| 6 | «Eine Nacht in Ewigkeit» Hingabe — Part 2                        | Одна ночь в вечности Преданность — Часть 2    | Тило Вольфф  | 5:52  |
| 7 | «Malina» Bittruf — Part 2                                        | Малина (имя) Прошение — Часть 2               | Тило Вольфф  | 4:48  |
| 8 | «Die Schreie Sind Verstummt» Requiem für drei Gamben und Klavier | Крики смолкли Реквием для трёх виол и пианино | Тило Вольфф  | 12:42 |

Песня «Durch Nacht und Flut» в мексиканском издании альбома содержит куплет, спетый на испанском языке, и бонусный трек «Road to Pain» (с англ. — «Дорога к боли»).

## Участники
В записи альбома принимали участие:
Lacrimosa
- Тило Вольфф (нем. Tilo Wolff) — тексты, музыка, вокал, фортепиано, программирование, аранжировка
- Анне Нурми (фин. Anne Nurmi) — текст и музыка композиции «Apart», вокал, клавишные

Музыканты и вокалисты
- Джэй Пи. (англ. Jay P.) — электрогитара, акустическая гитара, бас-гитара, меллотрон
- Манне Улиг (нем. Manne Uhlig) — ударные
- Томас Нак (нем. Thomas Nack) — ударные
- Штефан Пинтев (нем. Stefan Pintev) — первая скрипка
- Родриго Райхель (нем. Rodrigo Reichel) — вторая скрипка
- Себастьян Марок (нем. Sebastian Marock) — виола
- Ф. Зондекис (нем. V. Sondeckis) — виолончель, виола да гамба
- Йенц Леонхард (нем. Yenz Leonhard) — тенор
- Олаф Сенкбайль (нем. Olaf Senkbeil) — тенор
- Клаус Бюлов (нем. Klaus Bülow) — тенор
- Фредерик Мартин (нем. Frederick Martin) — бас
- Йоахим Гебардт (нем. Joachim Gebardt) — бас
- Катарина Буннерс (нем. Katharina Bunners) — контрабас
- Катарина Боутари (нем. Catharina Boutari) — сопрано
- Рафаэла Майхаус (нем. Raphaela Mayhaus) — сопрано
- Беттина Хунольд (нем. Bettina Hunold) — сопрано
- Ули Брандт (нем. Uli Brandt) — альт
- Мелани Киршке (нем. Melanie Kirschke) — альт
- Урсула Риттер (нем. Ursula Ritter) — альт
- Лудгар Хендрих (нем. Ludgar Hendrich) — концертмейстер
- Кристофер Кляйтон (нем. Christopher Clayton) — дирижёр
- Гюнтер Йозек (нем. Günter Joseck) — дирижёр

Оркестры и хор
- Ансамбль Розенберга (нем. Rosenberg Ensemble) — хор
- Немецкий бабельсбергский оркестр кино (нем. Deutsches Filmorchester Babelsberg)
- Филармония Шпильман-Шнайдер (нем. Spielmann-Schnyder Philharmonie)

Технический персонал
- Дж. П. Генкель (нем. JP Genkel) — запись, сведение
- Михаель Шуберт (нем. Michael Schubert) — запись, сведение
- Хельге Хальвэ (нем. Helge Halvé) — мастеринг

## Буклет и обложка
Над оформлением работали:
- Тило Вольфф — идея обложки
- Штелио Диамантопоулос (нем. Stelio Diamantopoulos) — художник
- Гуннар Эйзель (нем. Gunnar Eysel) — оформление
- Бургис Вери (нем. Burgis Wehry) — фотограф

## Позиции в чартах
| Страна   | Высшая позиция | И.    |
| -------- | -------------- | ----- |
| Германия | 13             | [ 5 ] |